# استیلیانوس آرگیروپولوس
استیلیانوس آرگیروپولوس (انگلیسی: Stylianos Argyropoulos؛ زادهٔ ۲ اوت ۱۹۹۶) بازیکن واترپلو اهل یونان است.
وی در مسابقات کشوری و بین‌المللی در مجموع برندهٔ ۱ مدال نقره، ۱ مدال برنز شده‌است.